# تام یودال
تام اودل (به انگلیسی: Tom Udall) (زادهٔ ۱۸ مه ۱۹۴۸) سناتور ایالت نیومکزیکو در سنای ایالات متحده آمریکا است که برای نخستین‌بار در ۳ ژانویه ۲۰۰۹ به‌عضویت این مجلس درآمد. وی در زمرهٔ سناتورهای گروه دوم است که به‌مدت ۴ سال در سنا حضور دارند و تا تاریخ ۳ ژانویه ۲۰۱۵ در این مجلس خواهد بود.